# Pier Gonella
Pier Gonella (ur. 26 marca 1977 w Genui) – włoski muzyk, gitarzysta, kompozytor i autor tekstów. Współzałożyciel i członek włoskiego zespołu Mastercastle. Gra również w zespole Necrodeath i Labyrinth.

## Dyskografia

### Mastercastle
- The Phoenix[1][2](2009)
- Last Desire[3](2010)
- Dangerous Diamonds[4](2010)
- On Fire (2013)
- Enfer [De La Bibliothèque Nationale] (2014)
- Wine of Heaven (2017)
- Still in The Flesh[5] (2019)
- Lighthouse Pathetic[6] (2023)

### Labyrinth
- Freeman (2006)
- 6 days to nowhere (2007)
- As time goes by (2010)

### Necrodeath
- Draculea (2007)
- Phylogenesis[7] (2009)
- Old Skull (2010)
- The Age of Fear (2010)
- Idiosyncrasy (2011)

### Pier Gonella
- Strategy[8]  (2020)
- 667[9][10] (2023)

### Inne projekty
- Atlantis, Athlantis (2001)
- Wild Steel, Wild Steel (2003)
- Odyssea, Tears in floods (2005)
- Maciej Podsiadło, Christian Metal Machine (2025)[11]